# Helvedesmaskiner (bog)
Helvedesmaskiner er en roman fra 2005, skrevet af Philip Reeve. Bogen er tredje del af serien De rullende byer.

## Handling
Hester og Tom har slået sig ned i den statiske by Anchorage, langt fra deres ungdoms farefulde trækbyer og højtflyvende luftskibe. Deres datter, Wren, drømmer om at følge i forældrenes fodspor og rejse væk på eventyr. Så da en charmerende pirat dukker op, griber Wren chancen for at slå en handel af. Hvis hun får en plads om bord på piratens ubåd, vil hun hjælpe ham med at stjæle en mystisk bog fra Anchorages bibliotek. En bog, der kan blive meget farlig i de forkerte hænder …